# Adjunt de Dirac
En la teoria quàntica de camps, l'adjunt de Dirac defineix la doble operació d’un espinor de Dirac. L'adjunt de Dirac es motiva per la necessitat de formar quantitats ben comportables i mesurables fora dels espinors de Dirac, substituint el paper habitual de l'operador adjunt.
Possiblement per evitar confusions amb l’habitual operador adjunt, alguns llibres de text no ofereixen un nom per a l’adjunt de Dirac, sinó que simplement l’anomenen «barra ψ».

## Definició
Fem que {\displaystyle \psi } sigui un espinor de Dirac. Llavors, l'adjunt de Dirac es defineix com
{\displaystyle {\bar {\psi }}\equiv \psi ^{\dagger }\gamma ^{0}}
on {\displaystyle \psi ^{\dagger }} denota l'operador adjunt de l'espinor {\displaystyle \psi }, i {\displaystyle \gamma ^{0}} és la matriu gamma tipus.

## Espinors sota transformacions de Lorentz
El grup de Lorentz de la relativitat especial no és compacte, per la qual cosa les representacions d'espinor de les transformacions de Lorentz generalment no són unitàries. És a dir, si {\displaystyle \lambda } és una representació projectiva d'alguna transformació de Lorentz,
{\displaystyle \psi \mapsto \lambda \psi },
llavors, en general
{\displaystyle \lambda ^{\dagger }\neq \lambda ^{-1}}.
L'operador adjunt d’un espinor es transforma segons
{\displaystyle \psi ^{\dagger }\mapsto \psi ^{\dagger }\lambda ^{\dagger }}.
Per tant, {\displaystyle \psi ^{\dagger }\psi } no és un escalar de Lorentz i {\displaystyle \psi ^{\dagger }\gamma ^{\mu }\psi } ni tan sols és hermític.
En canvi, els adjunts de Dirac es transformen segons
{\displaystyle {\bar {\psi }}\mapsto \left(\lambda \psi \right)^{\dagger }\gamma ^{0}}.
Usant la identitat {\displaystyle \gamma ^{0}\lambda ^{\dagger }\gamma ^{0}=\lambda ^{-1}}, la transformació es redueix a
{\displaystyle {\bar {\psi }}\mapsto {\bar {\psi }}\lambda ^{-1}},
Així, {\displaystyle {\bar {\psi }}\psi } es transforma com a escalar de Lorentz i {\displaystyle {\bar {\psi }}\gamma ^{\mu }\psi } com a quadrivector.

## Ús
Utilitzant l’adjunt de Dirac, la quadricorrent de probabilitat J per un 1/2 espín d'un camp de partícules es pot escriure com
{\displaystyle J^{\mu }=c{\bar {\psi }}\gamma ^{\mu }\psi }
on c és la velocitat de la llum i els components de J representen la densitat de probabilitats ρ i la probabilitat 3-corrent j:
{\displaystyle {\boldsymbol {J}}=(c\rho ,{\boldsymbol {j}})}.
Fent μ = 0 i utilitzant la relació per a matrius gamma
{\displaystyle \left(\gamma ^{0}\right)^{2}=I},
la densitat de probabilitats es converteix
{\displaystyle \rho =\psi ^{\dagger }\psi }.